# Birkelane
Birkelane (ou Birkilane) est une commune du Sénégal, située dans le département de Birkelane et la région de Kaffrine, à environ 30 km de la ville de Kaolack.

## Administration
Depuis juillet 2008, Birkelane est le chef-lieu du département de Birkilane, nouvellement créé dans la région de Kaffrine.
À la même date, la localité a été érigée en commune.

## Géographie

### Situation
La ville est située sur la route nationale N1 Kaolack -Tambacounda. À vol d'oiseau, les localités les plus proches sont Nguer, Ganki, Band et Diamal.

### Démographie
6 730 habitants ont été dénombrés à Birkelane : 3 152 hommes et 3 578 femmes.

## Activités économiques
Un marché traditionnel s'y tient le dimanche[réf. souhaitée].

## Personnalités liées à la commune
- Mbaye Leye (1982-), footballeur sénégalais.